# 强行法
強行法，又稱「強制法」、「強制規範」
強行法，指不允許當事人變更之法律規範之總稱。允許當事人變更之規定，稱為「任意法」、「任意規定」或「任意規範」。在私法領域，因有「私法自治原則」，國家的干預降到最低，因此多為允許當事人以合意排除之任意法；強行法不多。在保護弱勢當事人之消費者保護法、勞動法，則有不少強行法，以避免強勢的一方當事人逼迫弱勢當事人同意不利於己之契約內容。在公法領域則相反。當某法律規定是強行法時，違反該規定所做成之法律行為，有可能是無效。

## 國際法上之強行法概念
國際法上有「国际法强制规律」之概念，為國際法上不許以條約或類似方式規避的基本、最高規範。強行法的定義，根據維也納條約法公約第53條後段為：「国家之国际社会全体接受、公认为不许损抑，」並且「且仅有以后具有同等性质之一般国际法规律始得更改之规律。」同條約並將強行法的續造明定於第64條：「遇有新一般國際法強制規律產生時，任何現有條約之與該項規律牴觸者即成為無效而終止。 」
強行法的效果，根據1969年維也納條約法公約第53條前段為：「條約在締結時與一般國際法強制規律牴觸者無效。」強行法既為最高規範，理所當然不可像普通條約義務一般因條約保留(reservation)或抗議(protest)而免於約束。違反強行法之國，當然負國家責任，不因不可抗力因素或其他理由而脫罪。

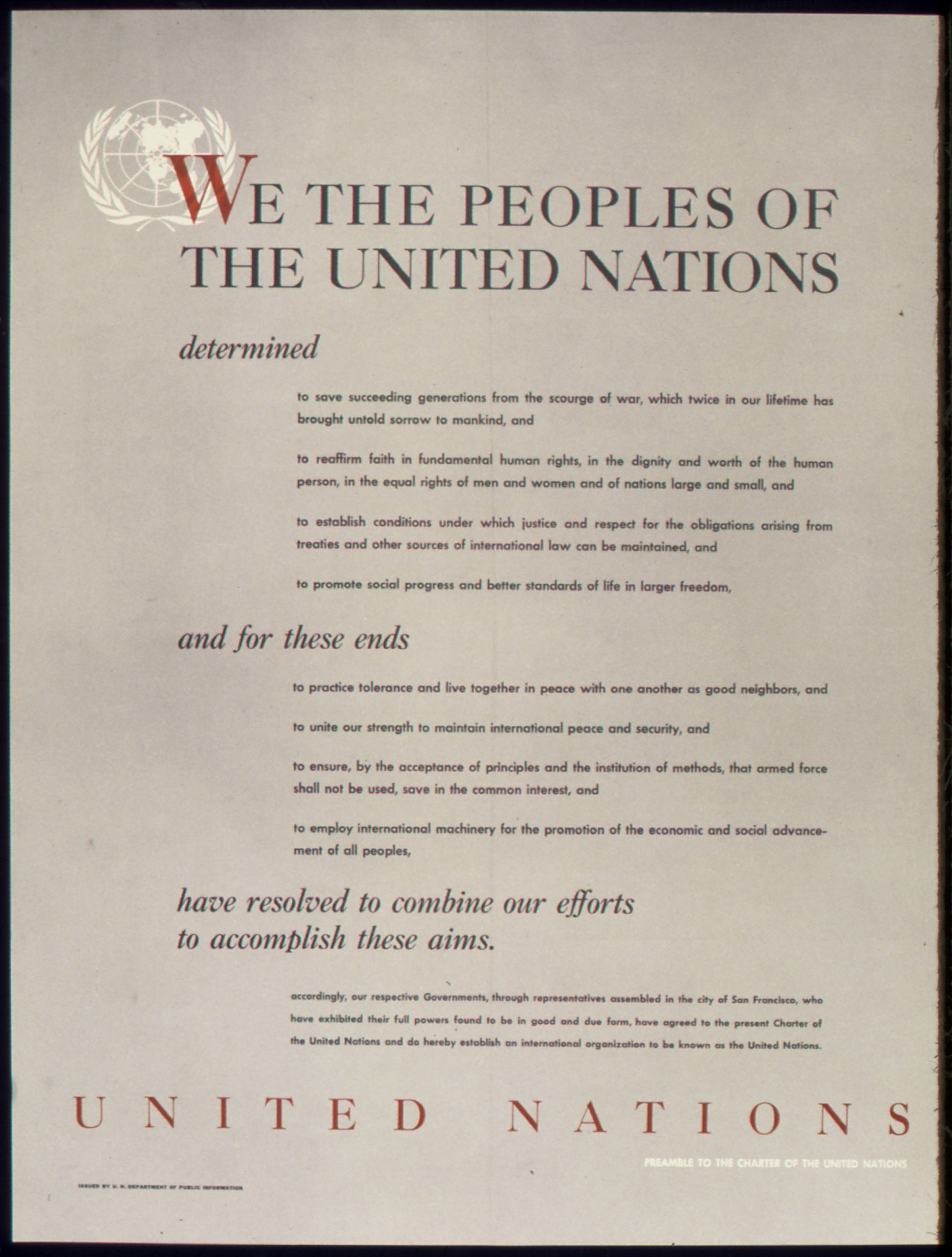
联合国宪章序言。

強行法只可能來自條約或國際習慣法，學者認定的強行法如下：
- 聯合國憲章第二条第四项禁止使用威胁或武力部分；
- 防止及懲治滅絕種族罪公約；
- 危害人類罪相關公約；
- 人口販賣相關公約；
- 禁止種族歧視相關公約；
- 民族自決[6]
- 聯合國憲章序言[7]
- 聯合國禁止酷刑公約、減少無國籍狀態公約相關部分。[8]

## 學說上的爭論
學者對強行法應該存在與否，意見分歧。贊成者主張強行法乃是一完整的法體系所必要。赫希·勞特派特主張，國際法不只是一些零碎國際條約與國際仲裁的集合，而「實際上」是一完整的體系。 支持者亦有法理學家漢斯·凱爾森，但他只主張國際法只在「理論上」是一完整體系方合理。
反對者多為實證主義法學家，如塞尔日·苏尔，認為強行法內容無法確定(insaisissable)，其存在的不確定性多於利益：首先，強行法所包含的價值，根據多邊條約即可達成；其次，即便無條約，根據國際刑事法院或各內國法的長臂管轄權亦可達成；此外，強行法亦乏國際法院的支持，而多止於學說建構；最後，強行法可能彼此間造成矛盾：例如一國可能為伸展民族自決之權，而動用武力違反另一強行法（聯合國憲章第二条第四项），造成國際法的不成體系(fragmentation)。 
學者對「區域性」強行法(jus cogens régional)是否能存在，亦針鋒相對。學者舉例，「區域性」強行法即如布里茲涅夫主義，只在一定範圍（如蘇聯）內適用。反對者指出，強行法的普世性，代表著沒有任何地區可以與之相對，換言之強行法的存在目的即在防止區域性習慣法的產生。但支持者指出，進步的人權條約（如歐洲人權公約）未嘗不可被視為一種區域性強行法；國際法院亦曾明確指出各國有選擇自己意識形態的權利。

## 實體法的應用
國際法院對強行法的態度並不明確。一方面，國際法院承認有些義務有普世性或對世效(erga omnes)，換言之即便國家沒有簽約，也需對所有國家負擔，如禁止使用武力與禁止種族屠殺。但另一方面，國際法院不只曾拒絕解釋強行法的內容，亦明確表示一國違反強行法這一行為本身並不會給予國際法院管轄權：管轄權終究是基於雙方合意(jurisdiction always depends on the consent of the parties)。
此外，附屬聯合國的国际法委员会也未曾對強行法表示意見。由1969年維也納條約法公約的締約過程(travaux préparatoires)看，當時的起草人亦拒絕為之下過度明確的定義。聯合國相關機構對強行法的曖昧態度，目的可能在防止強行法的僵化(crystallization)
而阻礙其續造。
與國際法院的保守態度相對，內國法法院對國際強行法的使用較為寬鬆，並嚴格對待之。例如法國最高法院(翻案法院)刑事庭便認為嚴重的危害人類罪（如該案中納粹戰犯所犯之屠殺罪）無時效之適用。義大利最高法院亦於2004年表示若違反國際強行法之罪（如該案中的販賣人口），外國元首例外不受外交豁免權保護。其他歐洲聯盟法院
與欧洲人权法院
皆多次提及並確立強行法的存在。